# Botár Katalin
Botár Katalin (Kolozsvár, 1946. január 11. –) zenész, egyetemi oktató.

## Életpályája
Felsőfokú tanulmányait 1969-ben fejezte be a kolozsvári Gheorghe Dima Zeneakadémián. 1969-től 1995-ig a kolozsvári zenelíceum brácsatanára volt. 1992-től csembaló- és kamarazenét tanított a Gheorghe Dima Zeneakadémián.
A Collegium Musicum Academicum együttessel több száz koncerten szerepelt. Az Electrecordnál 26 lemezfelvétele volt.

## Fordítás
- Ez a szócikk részben vagy egészben  a   Katalin Botár című eszperantó Wikipédia-szócikk ezen változatának fordításán alapul.  Az eredeti cikk szerkesztőit annak laptörténete sorolja fel. Ez a jelzés csupán a megfogalmazás eredetét és a szerzői jogokat jelzi, nem szolgál a cikkben szereplő információk forrásmegjelöléseként.